# Кочегаров, Иван Васильевич
Иван Васильевич Кочегаров (5 октября 1889, село Плоская Дубрава, Моршанский уезд, Тамбовская губерния, Российская империя — 28 июня 1975, Ровеньки, Ворошиловградская область, Украинская ССР) — управляющий фермой молочного совхоза «Никитовский» Министерства совхозов СССР, Дзержинский район Сталинской области, Украинская ССР. Герой Социалистического Труда (1949).

## Биография
Родился в 1889 году в крестьянской семье в селе Плоская Дубрава Моршанского уезда. После окончания в 1903 году четырёх классов начальной школы трудился в сельском хозяйстве, затем — на производстве фабриканта Огеева. С 1906 года — шахтёр на шахте Парамонова (в советское время — имени Артёма). С 1911 года служил матросом на крейсере «Адмирал Макаров» Балтийского флота. С 1918 года член РКП(б)/ ВКП(б).
С 1919 года — заместитель председателя Красно-Лучского уездного исполкома, с 1921 года — секретарь Ровеньковского райкома КП(б) Украины, председатель Рабоче-крестьянской инспекции Шахтинского округа Ростовской области. В 1925 году избирался делегатом XIV съезда ВКП(б). С 1925 года обучался на партийных курсах. С 1929 года — директор Научно-селекционной опытной станции в Ставропольском крае, с 1934 года — директор совхоза «Никитовский» Дзержинского района Сталинской области.
После начала Великой Отечественной войны эвакуировался в Казахскую ССР, где трудился в предприятии «Заготскот» Фурмановского района Западно-Казахстанской области. После освобождения Донбасса от немецко-фашистских захватчиков возвратился в Дзержинский район, где продолжил руководить совхозом «Никитовский». С 1946 года — управляющий фермой этого же совхоза в посёлке Курдюмовка.
В 1948 году труженики фермы обработали 1203 гектара зяби вместо 927 гектаров запланированных и собрали в среднем с каждого гектара по 30,8 центнера пшеницы на участке площадью 150 гектаров. Его участок сдал государству 750 тонн зерновых вместо запланированных 200 тонн. Указом Президиума Верховного Совета СССР от 14 мая 1949 года удостоен звания Героя Социалистического Труда за «получение высоких урожаев пшеницы в 1948 году» с вручением ордена Ленина и золотой медали «Серп и Молот» (№ 3608).
Этим же указом званием Героя Социалистического Труда были награждены труженики совхоза «Никитовский» управляющий фермой бригадир Данила Кириллович Заец и звеньевая Мария Феоктистовна Христич.
После выхода на пенсию в 1953 году переехал в город Ровеньки, где трудился в отделе кадров исполкома Ровеньковского городского Совета депутатов трудящихся. С 1963 года — персональный пенсионер республиканского значения. Умер в июне 1975 года.
Память
Его именем названа улица в городе Ровеньки.
Награды
- Герой Социалистического Труда
- Орден Ленина
- Орден Трудового Красного Знамени (28.10.1967)
- Почётный гражданин города Ровеньки (1968).